# راهب (فیلم ۲۰۱۱)
راهب (انگلیسی: The Monk) فیلمی است که در سال ۲۰۱۱ منتشر شد. از بازیگران آن می‌توان به روکسان دوران، ونسان کسل و جرالدین چاپلین اشاره کرد.